# Лоренцо Читадини
Лоренцо Ћитадини (итал. Lorenzo Cittadini; 17. децембар 1982) професионални је рагбиста и италијански репрезентативац, који тренутно игра за трофејни енглески тим Воспс. Висок је 191 цм, тежак је 125 кг и игра на позицији стуба. Од 2005. до 2009. играо је за Калвизано (49 утакмица, 45 поена ) са којим је освајао италијанску лигу. Од 2009. до 2014. играо је за Бенетон (91 утакмица, 15 поена) са којим је освојио италијански куп. 22. априла 2014. потписао је за Воспсе, за које је до сада одиграо 28 утакмица. За репрезентацију Италије је дебитовао против Ирске фебруара 2008. Играо је на два светска првенства, а укупно је за Италију одиграо 44 тест мечева и постигао 2 есеја.